# You Don’t Know Jack
You Don’t Know Jack (abgekürzt YDKJ) ist eine Quizcomputerspielereihe für Windows und Mac OS sowie PlayStation, die von Jackbox Games (früher Jellyvision) entwickelt und in Deutschland, Österreich und der Schweiz von Take 2 Interactive vertrieben wird. Das Spiel kann sowohl im Einzel- als auch im Mehrspielermodus gespielt werden.
Der Slogan zum Spiel lautet „Die Quizshow, bei der Hochkultur und Popkultur aufeinander prallen!“.

## Das Spiel

### Spielbeginn
Der Ablauf des Spieles ist bei allen vier Teilen ähnlich. Es beginnt mit einer witzigen Begrüßung des Moderators und Quizmasters, im ersten Teil gesprochen von Axel Malzacher, in den anderen drei Teilen schlüpft Kai Taschner in diese Rolle. Nach dieser Einleitung, die in Abhängigkeit von Uhrzeit oder einem Feiertag variieren kann, muss man sich für die Anzahl der Spieler entscheiden. In allen vier Teilen können 1 bis 3 Spieler agieren. Der vierte Teil sah anfangs auch ein Online-Spiel vor, welches inzwischen aber nicht mehr möglich ist, da die entsprechenden Server abgeschaltet wurden. Zusätzlich zur Anzahl der Spieler muss man sich im ersten und zweiten Teil für die Anzahl der Fragen (7 oder 21) entscheiden. Im dritten Teil werden immer 13 und im vierten immer 7 Fragen gespielt.

### Spielablauf
In den ersten beiden Teilen von YDKJ muss der Spieler, der die letzte Frage richtig beantwortet hat, eine neue Kategorie auswählen. Hierzu werden ihm drei angeboten. Die Kategorien umschreiben scherzhaft das Themengebiet, aus dem die nächste Frage kommt.
Wenn ein Spieler auf eine Frage antworten möchte, so drückt er zuerst seine Spielertaste (z. B. B) und anschließend die Antwort (1–4), möchte er einen Mitspieler nageln, drückt er zuerst seine Spielertaste, danach die Taste n und anschließend die Spielnummer des Mitspielers (1, 2 oder 3).
Jeder Spieler erhält pro Runde einen Nagel, mit dem er während des Spiels einen Gegner zum Beantworten einer Frage zwingen (nageln) kann. Liegt der genötigte Spieler mit seiner Antwort richtig, bekommt er die Gewinnsumme und dem Nagler wird es abgezogen. Kann er die Frage nicht richtig beantworten, verliert er das Geld und die Fragerunde geht für den Nagler normal weiter.

### Fragen
Alle vier Teile haben neben den normalen Fragen noch Spezialfragen. Dies sind Sekt oder Selters, Schnickschnackfrage, und Jack Attack. Jack Attack ist immer die letzte Frage eines Spieles. Alle anderen kommen nur vor, wenn man eine entsprechende Frage wählt (was man vorher aber nicht wissen kann). Zusätzlich gibt es noch weitere Spezialfragen, die aber meist nur in einem Teil von YDKJ vorkommen. In Teil eins gibt es noch den Fiberoptischen Telefonterror. Im zweiten Teil muss man sich mit dem Flotten Dreier und den Supersoundfragen rumschlagen. Bingo und Bleifuß gibt es im dritten Teil. Der vierte, und damit letzte Teil, hat Suchbabenstalat, Wann war was und, wie der erste Teil, Gastmoderatoren, die Fragen stellen.
| Frageart                     | Erklärung | Beispiel | Spiele (Deutschland)              | Spiele (US-Original) |
| ---------------------------- | --- | --- | --------------------------------- | --- |
| Multiple Choice              | Die klassische Spielvariante: eine Frage und vier Antworten, für die richtige Antwort gewinnt der Spieler Geld. In älteren Teilen, u. a. allen Deutschen Ausgaben, muss zum Abgeben einer Antwort zunächst die eigene Spielertaste betätigt werden; der Spieler, der dies zuerst tut, kann eine Antwort auswählen. Wird der Knopf gedrückt, bevor die Antwortmöglichkeiten vorgelesen wurden, muss der jeweilige Spieler die Frage per Texteingabe beantworten. In späteren Teilen ab 2011 antworten alle Spieler gleichzeitig, und der jeweils gewonnene oder verlorene Geldbetrag hängt von der verbleibenden Zeit ab (je schneller die Antwort, desto mehr Geld ist die Frage für diesen Spieler wert). | Frage: Hätte man die tierischen Laute des Tyrannosaurus in Jurassic Park in unsere Sprache übersetzt, welchen Satz hätte er wahrheitsgemäß sprechen können? Antworten: 1. „Ich glaub, ich bin in der falschen Zeit.“ 2. „Ich liebe Jeff Goldblum.“ 3. „Ich fühle mich irgendwie zu groß.“ 4. „Ich mag doch gar kein Fleisch.“ Lösung: 1. | Alle                              | Alle |
| Sekt oder Selters            | Es werden zunächst zwei Kategorien genannt. Die sieben darauf folgenden Begriffe müssen dann zugeordnet werden: zu der ersten, der zweiten oder, in manchen Sekt-oder-Selters-Fragen, beiden Kategorien. Für jede richtige Zuordnung bekommt der Spieler Geld; für jede falsche Antwort wird die gleiche Summe abgezogen. Üblicherweise spielt nur ein Spieler diesen Fragentyp, während andere Mitspieler nur zuschauen. Einzig in You Don't Know Jack: Full Stream spielen erstmals alle Spieler gleichzeitig mit. | Kategorien: Wodka und Politiker (oder beides) Begriffe: Gorbatschow, Jelzin, Puschkin, Lenin, Eristoff, Flagman, Smirnoff | Alle                              | Unter dem Namen DisOrDat: Alle, außer Vol. 1                                                                                     |
| Schnickschnack-Frage         | Alle Spieler bekommen einen Satz, der sich auf den gesuchten Satz reimt. Die Kandidaten haben nun 30 Sekunden Zeit, den Reim zu entschlüsseln. Die Frage ist zunächst üblicherweise einen vergleichsweise hohen Geldbetrag wert, dieser verringert sich allerdings alle paar Sekunden, bis er 0 erreicht und die Frage damit aus dem Spiel ist. Die Kandidaten erhalten zudem insgesamt 3 Tipps, die auf die richtige Antwort hinweisen und die über die Zeit verteilt erscheinen - dabei steigern sie sich in ihrer Spezifität, je später sie gegeben werden. | Frage: Tom findet, er geht Antwort: Vom Winde verweht | Alle, außer den Konsolenversionen | Unter dem Namen Gibberish Question: Alle, außer You Don't Know Jack (2011), You Don't Know Jack (2015) und den Konsolenversionen |
| Die total unmögliche Frage   | Eine extrem schwierige Frage, für die es sehr viel Geld gibt. | Frage: Ich denke mir eine Zahl zwischen 1 und 10, welche ist es? | Vol. 2                            | Unter dem Namen The Impossible Question: Vol. 3                                                                                  |
| Fiberoptischer Telefonterror | Dieser Fragetyp existiert nur im ersten Teil und kommt extrem selten vor. Der Kategorietitel ist dabei eine Umschreibung eines Städtenamens. Jack ruft eine beliebige Telefonnummer in dieser Stadt an und erklärt dem Angerufenen, dass er sich eine Frage ausdenken soll, welche dann zu Beginn der zweiten Runde (Frage 11) gestellt wird. Vergleichbar ist dieser Fragetyp mit dem Gastmoderator aus Teil 2 und 3. | Kategorietitel „Wohin alte Rosen gehen“ für Rosenheim. Die Frage selbst ist nicht weniger oder mehr unmöglich als andere. | Vol. 1                            | Unter dem Namen Fiber Optic Field Trip: Vol. 2, Sports, TV, Movies                                                               |
| Der Flotte Dreier            | Die Kandidaten bekommen drei Kategorien vorgegeben, die üblicherweise thematisch verbunden sind. Es folgen daraufhin nacheinander 6 Begriffe, die jeweils einer dieser Kategorien zuzuordnen sind. Es spielen alle Kandidaten gleichzeitig, und die drei Kategorien leuchten in zufälliger Reihenfolge auf; wer bei der richtigen Kategorie zuerst seine Spielertaste betätigt, erhält Geld, und es wird der nächste Begriff gespielt. Betätigt ein Kandidat seine Spielertaste bei der falschen Kategorie, verliert er Geld, der derzeitige Begriff bleibt aber im Spiel und der jeweilige Kandidat darf weiterhin mitspielen und ggf. durch weitere falsche Antworten noch mehr Geld verlieren.          | Kategorien: Straße, Weg, Schiene Begriffe: Auto, Bein, Holz, Linden____, Fußgänger, auf der falschen | Vol. 2                            | Unter dem Namen The Three Way: Vol. 3                                                                                            |
| Bingo                        | Es wird ein Wort aus 5 Buchstaben angezeigt, in dem jeder Buchstabe nur einmal vorkommt. Diese leuchten zufällig auf. Über dem Wort werden nun nacheinander kurze Definitionen genannt, die auf ein bestimmtes Lösungswort hindeuten; sobald der Anfangsbuchstabe der Lösung leuchtet, muss die Spielertaste gedrückt werden. Für richtige Antworten gewinnen Kandidaten einen festen Geldbetrag und „sammeln“ den jeweiligen Anfangsbuchstaben für sich selbst, und der Kandidat, der so zuerst das Wort komplett gebildet hat, gewinnt den vorher festgelegten Bonus. | Wort: BINGO Frage: Land in Stiefelform Lösung: Buchstabe I für Italien | Abwärts!                          | The Ride |
| Bleifuß                      | Den Kandidaten werden in insgesamt 7 Runden jeweils zwei Wörter oder Phrasen gezeigt, die zu einem gesuchten Lösungswort passen. In der Mitte des Bildschirms erscheinend nun nacheinander potentielle Antwortmöglichkeiten. Durch Drücken der Spielertaste kann eine Antwortmöglichkeit gewählt werden; ist sie richtig, gewinnt der jeweilige Kandidat einen festen Geldbetrag, ist sie falsch, verliert er ihn. Nach Ablauf aller sieben Runden wird eine Bonusrunde gespielt, in der immer danach gefragt wird, was die 7 korrekten Antworten der vergangenen Runde miteinander gemeinsam haben; der Siege der Bonusrunde gewinnt den vorher festgelegten Bonusbetrag.                                 | Harte Schutzhaube & In Spaceballs: Lord ____chen! Lösung: Helm. Mit den anderen Begriffen (z. B. Pilot, Reifen, Box etc.) besteht man diese Bonusfrage mit „Begriffe aus dem Formel-1-Zirkus“. | Abwärts!                          | Unter dem Namen Roadkill: The Ride; unter dem Namen Coinkydink: MOCK 2                                                           |
| Gastmoderator                | Eine Frage wird von einem Studiogast (Einblendung eines Bildes, eines Namens oder einfache Erwähnung des Moderators) gestellt. | | Vol. 2, Abwärts!, YDKJ 4          | Vol. 3, The Ride, YDKJ (2011), YDKJ 2015, Full Stream                                                                            |
| Suchbabenstalat              | Es wird ein Satz vorgegeben, der ein Anagramm eines gesuchten Begriffs, Namens, Slogans oder Sprichtworts ist. Das Preisgeld fängt, ähnlich wie bei Schnickschnack-Fragen, bei einem hohen Betrag an und sinkt mit der Zeit kontinuierlich, es werden zudem bis zu 3 Hilfestellungen gegeben. | Beispiel: Vorgabe: „Derbe Hotline“, Lösung: „Dieter Bohlen“ | YDKJ 4                            | Unter dem Namen Anagram Question: 5th Dementia, The Lost Gold                                                                    |
| Wann war was                 | Es wird ein Ereignis aus der Geschichte vorgegeben, das mit der Fragekategorie zusammenhängt. Nacheinander werden nun weitere verbundene Ereignisse genannt, und es ist die Aufgabe der Kandidaten, zu beantworten, ob diese entweder vor dem vorgegebenen Ereignis, nach dem vorgegebenen Ereignis, oder niemals vorgefallen sind, weil sie frei erfunden wurden. Die Frageart spielt sich sehr ähnlich wie Der Flotte Dreier; die drei Antworten „vorher“, „nachher“ und „nie“ leuchten in zufälliger Reihenfolge auf, und der Kandidat muss seine Spielertaste betätigen, um die jeweils gerade aufleuchtende Antwort auszuwählen.                                                                      | | YDKJ 4                            | Unter dem Namen Whendithappn: Louder! Faster! Funnier!, MOCK 2                                                                   |
| Jack Attack                  | Das Finale einer jeden Spielrunde. Es gibt einen Begriff und es müssen Wörter gesucht werden, welche zu diesem Begriff passen. Der Begriff ist in der Mitte des Bildschirms platziert und die Wörter kreisen für eine kurze Zeit darum herum; jeder Kandidat kann jederzeit seine Spielertaste drücken, um beide derzeit auf dem Bildschirm präsenten Wörter miteinander zu verbinden. Sollte das Wortpaar passen, gewinnt er Geld, sollte es nicht stimmen, wird Geld abgezogen. Das Wortpaar muss allerdings nicht nur generell zusammenpassen, sondern in einer sehr speziellen Art und Weise, die vor der Runde in Form eines teilweise kryptischen „Fingerzeig“ spezifiziert wird.                    | | Alle                              | Alle (In YDKJ: HeadRush unter dem Namen HeadRush)                                                                                |

## Easter Eggs
- Oft wird der Spieler zum Programmstart abhängig von der Uhrzeit oder dem Tag begrüßt, z. B. mit „Frohe Weihnachten“ etc.
- Die Eingabe von „Arschloch“ bei Schnickschnack, Blech & Co. oder bei der Beantwortung normaler Fragen lässt den Moderator völlig ausflippen – er zieht dem Spieler eine enorme Menge Geld ab und benennt den entsprechenden Spieler ebenfalls gelegentlich um. Bei einem Spiel zu dritt hat die Eingabe von „Arschloch“ durch alle drei Spieler oft als Folge, dass der Moderator in Wut gerät, das Spiel für beendet erklärt und daraufhin das Programm beendet.
- Manchmal erkennt das Spiel den eingegebenen Namen eines Spielers (nur bei gängigen deutschen Namen) und spricht ihn persönlich an
- Gibt man zu Anfang keinen Spielernamen ein, bekommt man nach einigen genervten Kommentaren des Moderators einen beleidigenden Namen zugeteilt.
- Wenn in Abwärts! bei der Namenseingabe „Arschloch“ o. ä. eingegeben wird, wird man aus dem Aufzug/Spiel geworfen.
- Wenn bei der Eingabe des Namens nur Konsonanten oder Vokale verwendet werden, kann ein abfälliger Spruch folgen (Beispiel: „Ist das ein russischer Name?“)
- Nach dem Abspann folgen (außer in Abwärts!) unterhaltsame und bissige Werbespots (Beispiel: „Popoplops, damit der Popo plopst … ich würde sagen, du hast das beste hinter dir!“)

## Versionen
Da es sich um ein englischsprachiges Entwicklungsteam handelt, gibt es große Unterschiede zwischen den deutschen und englischen Fassungen. Es gibt noch weitere Versionen in Englisch (GB), Japanisch, Französisch und Deutsch, wobei die deutsche die am meisten verbreitete Übersetzung ist. Man muss noch bedenken, dass die Fragen oft komplett geändert werden mussten, da sie auch kulturelle Hintergründe und nationale Personen und Ereignisse einbeziehen.

### Deutsche Versionen
- (1998) You Don’t Know Jack (entspricht grafisch und technisch der zweiten US-Version)
- (1999) You Don’t Know Jack 2 (entspricht grafisch und technisch der dritten US-Version)
- You Don’t Know Jack 2 – Special Edition
- (2000) You Don’t Know Jack – Quiz Pack (YDKJ 1+2)
- (2000) You Don’t Know Jack 3 – Abwärts (entspricht grafisch und technisch der vierten US-Version: The Ride)
- You Don’t Know Jack 3 – Geschenkbox
- (2001) You Don’t Know Jack PlayStation (entspricht der US-PlayStation-Version und ist grafisch an Ausgabe 2 angelehnt; enthält Fragen der ersten beiden deutschen PC-/Mac-Ausgaben)
- (2003) You Don’t Know Jack 4 (entspricht grafisch und technisch der sechsten US-Version, hat aber höhere Systemanforderungen als diese)

### Amerikanische Versionen
In Reihenfolge des Erscheinungsdatums:
- (1995) You Don’t Know Jack
- (1996) You Don’t Know Jack – Sports (nur mit Fragen aus dem Sport und grafisch überarbeitet)
- (1996) You Don’t Know Jack Volume 2
- (1996–2000) You Don't Know Jack: The NetShow (Online-Version des Spieles; wurde aus rechtlichen und finanziellen Gründen eingestellt)
- (1997) You Don’t Know Jack – Movies (nur mit Fragen aus der Filmszene und grafisch überarbeitet)
- (1997) You Don't Know Jack Sports NetShow
- (1997) You Don’t Know Jack Volume 3
- (1997) You Don’t Know Jack – TV (nur mit Fragen aus dem US-Fernsehen und grafisch überarbeitet)
- (1998) You Don’t Know Jack Vol 4: The Ride
- (1998) HeadRush! (Spin-off für Jugendliche)
- (1999) You Don’t Know Jack – OFFLine (enthält Fragen aus der Netshow, die aus rechtlichen und finanziellen Gründen eingestellt wurde.)
- (1999) You Don’t Know Jack (PlayStation)
- (2000) You Don’t Know Jack – Louder! Faster! FUNNIER! - (Nachfolger von OFFLine)
- (2000) You Don’t Know Jack: 5th Dementia
- (2000) You Don’t Know Jack: Mock 2 (PlayStation)
- (2003) You Don’t Know Jack 6: The Lost Gold
- (2006–2008) You Don’t Know Jack (kostenlose Onlineversion auf der offiziellen Webseite)
- (2011) You Don’t Know Jack (eine Neuauflage des Spieles, welche 2011 für Xbox 360, PlayStation 3, Nintendo Wii, Nintendo DS, PC und iPhone erschien)
- (2012–2015) You Don’t Know Jack (auf Facebook)
- (2013) You Don't Know Jack (für Ouya)
- (2013) You Don't Know Jack Party
- (2015) You Don't Know Jack 2015 (als Teil der Spielesammlung The Jackbox Party Pack)
- (2018) You Don't Know Jack: Full Stream (als Teil der Spielesammlung The Jackbox Party Pack 5)

## Neuauflagen ab 2011

### You Don’t Know Jack (2011)
Am 8. Februar 2011 erschien ein weiterer Teil der Reihe, zunächst für den amerikanischen Markt. Das Spiel trägt den Titel You Don’t Know Jack und wurde von THQ veröffentlicht. Das Quizspiel orientiert sich an den Vorgängern und wurde von Jellyvision Games für PC, Xbox 360, Playstation 3, Wii und Nintendo DS entwickelt. Es werden stets 11 Fragen gespielt, unterteilt in zwei Runden zu je 5 Fragen, darunter immer jeweils ein DisOrDat (Sekt oder Selters) in der ersten Runde. Die elfte (und damit letzte) Frage ist, wie üblich, immer eine Jack Attack.
Aufgrund der Veröffentlichung für die Konsolen und der Tatsache, dass die Fragen auf allen Plattformen identisch sind, gibt es keine Fragen mehr, bei denen man die Antwort eintippen muss. Um den dadurch entstehenden Mangel an Spezialfragen auszugleichen, gibt es neue spezielle Fragen, eingeleitet durch einen Bumper, die aber alle auf dem normalen Multiple-Choice-Prinzip basieren:
- Funky Trash: Der Moderator „durchsucht den Müll“ einer bekannten Person oder Figur und nennt einige beschreibende Gegenstände, die auf ihre Identität hinweisen.
- The Put The Choices Into Order Then Buzz In And See If You Are Right Question: Es werden drei oder mehrere Begriffe genannt, die auf Basis eines bestimmten Kriteriums in Reihenfolge gebracht werden müssen. Dabei werden vier Reihenfolgen vorgegeben, von denen die richtige gewählt werden muss. Beantwortet ein Spieler diese Frage richtig, erhält er einen zusätzlichen Bonus von $1000 (unabhängig von der Runde).
- Cookie’s Fortune Cookie Fortunes (with Cookie „Fortune Cookie“ Masterson): Der Moderator isst einen chinesischen Glückskeks und liest die Weisheit vor, die auf dem Zettel steht. Zu dieser wird daraufhin eine Frage gestellt.
- Who’s The Dummy?: Der Moderator übt sich mit seiner Puppe Billy O’Brien im Bauchreden und stellt eine Frage. Durch das Bauchreden gibt es jedoch Sprachfehler; so wird jedes B zu einem D, jedes P zu einem T und jedes M zu einem N. Diese Sprachfehler begrenzen sich nicht nur auf das Vorlesen, sondern werden auch im angezeigten Text dargestellt.
- Nocturnal Admissions: Der Moderator erzählt von einem Traum, den er hatte, nachdem er während eines Filmes eingeschlafen ist. Dieser Traum, der den Plot des Filmes vage beschreibt, wird durch eine animierte und vom Moderator nacherzählte Sequenz dargestellt, in der die Hauptcharaktere durch seine Katzen Poopsie und Mayonnaise, und der Antagonist durch seine Mutter ersetzt werden. Es werden schließlich vier Filme vorgegeben, aus denen der vom Traum nachgestellte Film ausgesucht werden muss.

Der Betrag, den man für eine Frage bekommt, wird nicht mehr vor der Frage oder vom Spiel selbst festgesetzt; stattdessen ist jede Frage zunächst $2000 wert. Sobald die Antwortmöglichkeiten erscheinen, startet ein 20-sekündiger Countdown. Der Geldbetrag stellt dabei jeweils die Sekunden und die Millisekunden der verbleibenden Zeit dar – beantwortet man eine Frage mit 14,96 Sekunden verbleibender Zeit, erhält (oder verliert) man für diese Frage $1496. Zusätzlich dazu werden in Runde 2 alle Geldbeträge verdoppelt.
Das Spielprinzip wurde verändert – es gibt nun keine Spielertasten mehr, stattdessen antworten alle Spieler gleichzeitig auf die Frage. Dabei wird die Zeit, an der ein Spieler antwortet, für jeden Spieler separat gestoppt. So kommt es bei einer Frage, die jeder richtig beantwortet hat, oft vor, dass jeder einen unterschiedlichen Geldbetrag für diese Frage erhält. Da nun alle Spieler gleichzeitig spielen, wurde auch die Anzahl der Spieler – zumindest in den Konsolenversionen – von 3 auf maximal 4 gleichzeitige Spieler erhöht. Da man auf dem PC aber nun 4 Tasten für jeden Spieler braucht, wurde in der PC-Version die Anzahl der maximalen Spieler auf 2 verringert.
Eine Version für iOS-Geräte erschien kurz nach Veröffentlichung der Konsolenversionen. Sie enthält keinen Mehrspieler-Modus.

### Facebook
Am 28. Mai 2012 erschien, nach einer etwa einmonatigen Closed Beta, eine Version des Spiels auf dem sozialen Netzwerk Facebook. Sie enthält einen Pseudo-Mehrspieler-Modus: Man spielt faktisch alleine, es werden jedoch fünf weitere Spieler angezeigt, die die jeweilige Episode bereits vorher gespielt haben. Jedes Spiel wird also „aufgenommen“ und dann bei jemandem anderen „abgespielt“, der den Spieler, der das aufgenommene Spiel gespielt hat, in der Liste seiner Gegner sieht.
Die Länge der Spielrunden wurde auf fünf Fragen (ein DisOrDat oder eine Gibberish Question, eine Jack Attack) verringert. Nocturnal Admissions und Who’s The Dummy? wurden entfernt, dafür gibt es eine neue Spezialfrage:
- Elephant, Mustard, Teddy Roosevelt or Dracula?!: Diese Fragen haben immer dieselben vier Antwortmöglichkeiten: Elephant, Mustard, Teddy Roosevelt und Dracula (Elefant, Senf, Theodore Roosevelt, Dracula). Sie werden zudem nicht in Fragenform gestellt; stattdessen erhält der Spieler eine Definition (Beispiel: Wurde von Jim Carrey gesprochen.), die zu einer der vier Antwortmöglichkeiten passt (In diesem Fall wäre Elefant die richtige Antwort, da Jim Carrey dem Elefanten Horton in der Originalvertonung von Horton hört ein Hu! seine Stimme lieh).

Ein Port dieser Version wurde für iOS- und Android-Geräte entwickelt. Am 1. März 2015 wurde die Facebook-Version des Spieles eingestellt.

### You Don’t Know Jack 2015
Am 26. November 2014 veröffentlichte Jackbox Games den Titel The Jackbox Party Pack, welcher fünf verschiedene Spiele enthielt, darunter eine neue Version von You Don't Know Jack, genannt YOU DON'T KNOW JACK 2015. Diese unterstützt nunmehr auf allen Plattformen 4 Spieler, da das Problem der Eingabemethode auf dem PC gelöst wurde – um an einem Mehrspielerspiel teilzunehmen, kann man sich mit einem beliebigen internetfähigen Gerät auf einer eigens für das Party Pack (und andere Jackbox-Spiele) bereitgestellten Website anmelden, einen zufällig generierten, eindeutigen Raumcode für das Spiel eingeben, und so sein Gerät für die Eingabe verwenden. Es ist ebenfalls möglich, das Spiel im Einzelspieler-Modus mit einem herkömmlichen Controller zu spielen.
Grafisch und technisch orientiert sich das Spiel weitgehend an der letzten Konsolenversion (YDKJ 2011), es wurden lediglich neue Fragentrenner und neue Musik produziert. Who's The Dummy kehrt in YDKJ 2015 als Spezialfrage zurück; die Gibberish Questions wurden hingegen wieder entfernt, nachdem sie in der Facebook-Version zuletzt ihre Rückkehr machten. Dazu gibt es folgende Neuzugänge:
- Kangaroo, Peanut, Albert Einstein or Uranus?!: Ersetzt Elephant, Mustard, Teddy Roosevelt or Dracula?! aus der Facebook-Version und ist konzeptuell identisch.

- Foggy Facts with Old Man: Old Man, ein vergesslicher, älterlicher Charakter, der aus früheren YDKJ-Spielen bekannt ist, versucht, sich an verschiedene Dinge zu erinnern; darunter Lieder, Filme, Personen oder Gegenstände. Er gibt dazu bis zu vier verschiedene, vage Fakten vor, die diese Sache beschreiben. Die Spieler müssen nun herausfinden, was gesucht ist.

### You Don’t Know Jack: Full Stream
Im Jahr 2018 veröffentlichte Jackbox Games eine neue Ausgabe des Spiels unter dem Untertitel „Full Stream“, im Rahmen des ‘’Jackbox Party Pack 5’’. Das Spiel nutzt, wie der Vorgänger, dieselbe Eingabemethode über beliebige internetfähige Geräte; anders als im Vorgänger ist es allerdings nicht mehr möglich, das Spiel im Einzelspielermodus über die Tastatur oder einen herkömmlichen Controller zu verwenden, das internetfähige Gerät ist somit vorausgesetzt.
Gespielt wird im Rahmen einer fiktiven Online-Streaming-Plattform namens ‘’Binjpipe’’, die das Spiel als „Sponsor“ in ihr Sortiment an Inhalten übernommen hat. Wie auch in den älteren Spielen wird die Wartezeit vor und nach einem Spiel durch humoristische Werbespots überbrückt. Die ‘’Gibberish Question’’ (dt. ‘’Schnickschnack-Frage’’) kehrt in das Sortiment der Spezialfragen zurück; die ‘’Jack Attack’’ wurde im Gameplay überarbeitet und bietet nun keine zeitbasierten Elemente mehr, jeder Spieler spielt auf seinem Gerät für sich selbst.
Außerhalb der ‘’Jack Attack’’, ‘’Gibberish Question’’, und des abermals wiederkehrenden ‘’DisOrDat’’ bietet das Spiel folgende Multiple-Choice-Sonderfragetypen:
- ‘’’Octopus, Coffee, Queen Elizabeth or Frankenstein?!’’’: Ersetzt ‘’Kangaroo, Peanut, Albert Einstein or Uranus?!’’ aus YDKJ 2015 und ist konzeptuell identisch.

- ‘’’Binjpipe Recommends’’’: Die Binjpipe-Sprecherin gibt den Spielern vier Optionen für Inhalte, die ihnen laut des Binjpipe-Algorithmus basierend auf in der Fragestellung aufgebrachter Merkmale „ebenfalls gefallen könnten“. Ziel der Spieler ist es, den Inhalt auszuwählen, der zu besagten Merkmalen am besten passt.

- ‘’’Data Mining’’’: Die Spieler bekommen die Suchhistorie einer prominenten Person, fiktiv oder reell, präsentiert, und müssen anhand der gegebenen Stichworte herausfinden, um wessen Suchhistorie es sich handelt.

Das Spiel ist offiziell, wie alle Ausgaben seit ‘’The Lost Gold’’, ausschließlich auf Englisch spielbar. Im Sommer 2023 erschien eine von Fans ehrenamtlich erstellte Mod, die eine komplette deutsche Lokalisierung mitsamt Sprachausgabe liefert.